# St.-Josef-Kirche (Ljubljana)

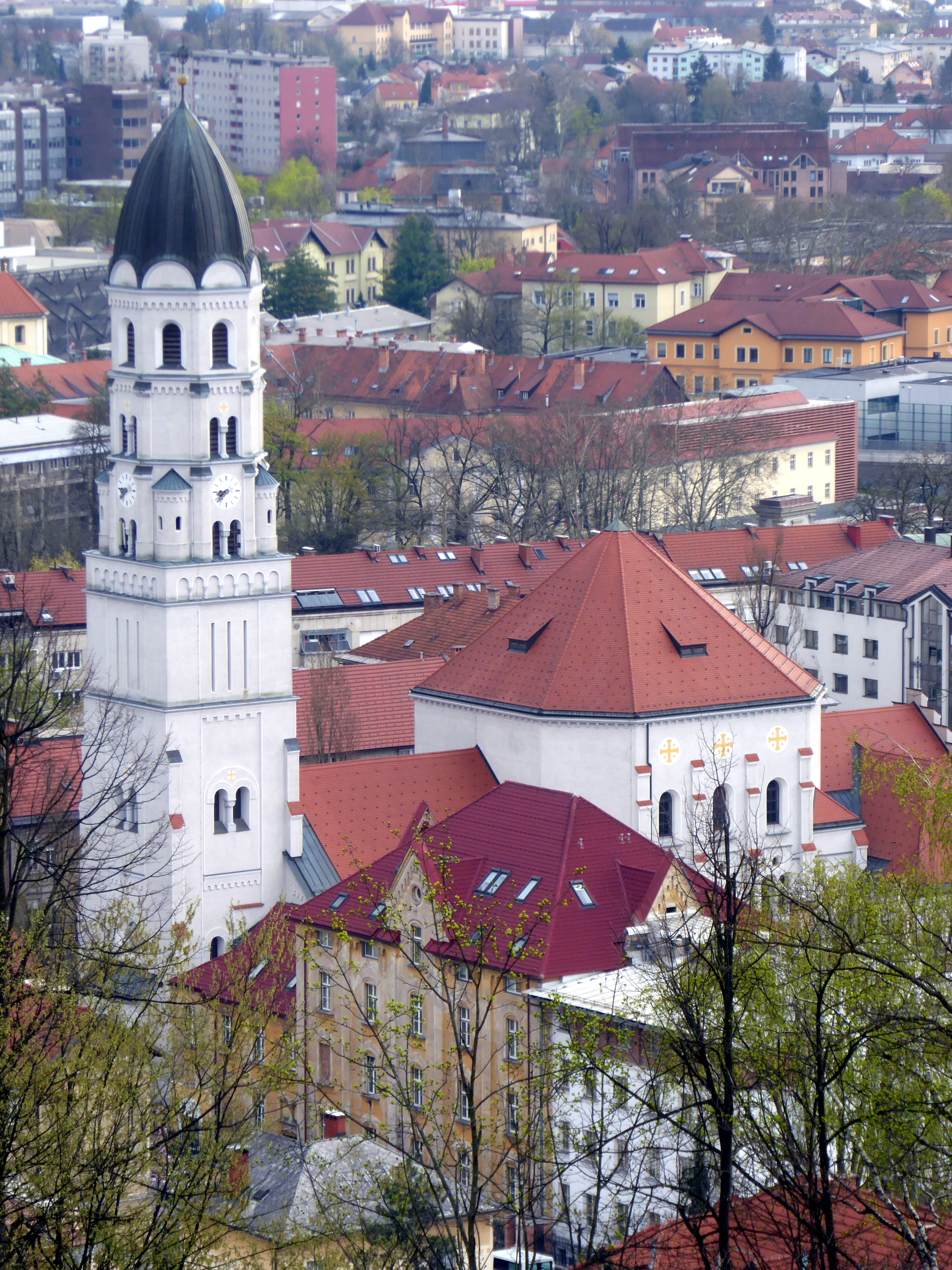
St.-Josef-Kirche 2018

Die St.-Josef-Kirche (slowenisch: Cerkev sv. Jožefa) ist eine römisch-katholische Kirche im  Stadtteil Poljane von Ljubljana, der Hauptstadt Sloweniens. Sie gehört als Klosterkirche zur Niederlassung Rezidenca Svetega Jožefa des Jesuitenkollegs in Ljubljana.
Das neoromanische Gebäude ist mit 68,5 m die längste Kirche der Erzdiözese Ljubljana, hat die größte Kuppel und den zweithöchsten Glockenturm in der Diözese. Sie steht in der Ulica Janeza Pavla II, ehemals Ulica Zrinjskega.

## Geschichte
Nach dem Laibacher Erdbeben von 1895 begannen auf Wunsch des Laibacher Bischofs Jakob Missie Planungen für den Bau einer neuen, von Jesuiten geführten Kirche, in der Gedenkfeiern zum Jahrestag des Erdbebens und Bittgottesdienste gegen Erdbeben abgehalten werden sollten. Nach der Grundsteinlegung im Jahr 1912 wurde der Bau nach den Plänen des österreichischen Architekten und Benediktiners Anselm Werner bis 1914 weitgehend fertiggestellt.
Aufgrund des Ausbruchs des Ersten Weltkriegs übernahm die österreichisch-ungarische Armee das Gebäude und nutzte es bis als Kaserne und Lebensmittellager. Bis zum Jahr 1921 blieb das Anwesen unter Militärverwaltung; erst im folgenden Jahr wurde die Kirche geweiht. 1925 wurde nach Plänen des Architekten Jože Plečnik neben dem Ordenshaus der Jesuiten, der Residenz, das erste Exerzitienhaus in Slowenien gebaut. 1941 entwarf Plečnik den Hauptaltar der Kirche mit einer Statue des Bildhauers Božidar Pengov.

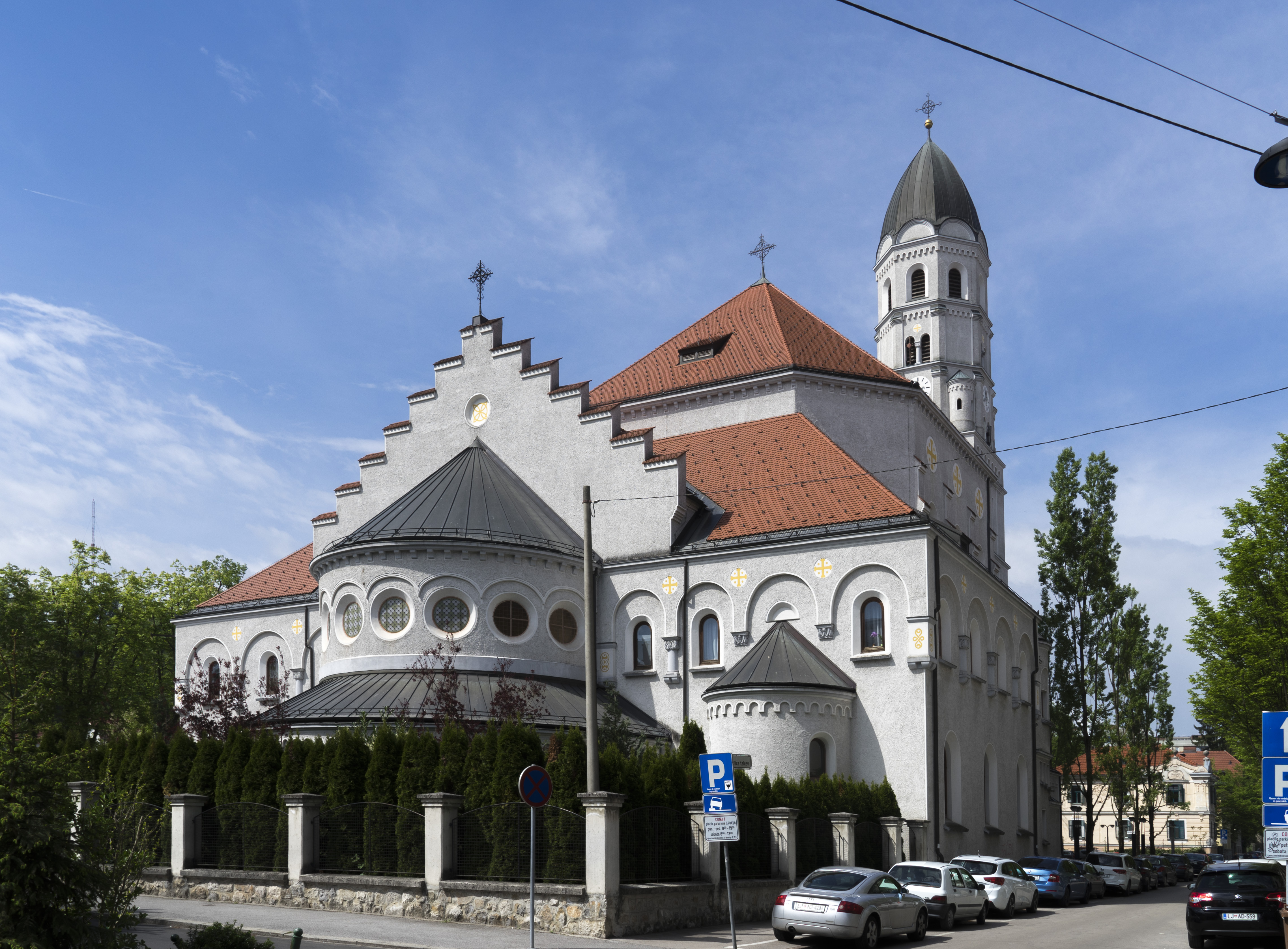
St. Josef von Osten

1949 wurde die Kirche mit den umliegenden Gebäuden verstaatlicht und bis 1991 für verschiedene Aktivitäten genutzt, unter anderem als Standort für Filmstudios, eine Entbindungsklinik und ein Institut für Familienplanung.
Nach 1996 wurde das Anwesen privatisiert, komplett renoviert und den Jesuiten zurückgegeben. Im Jahr 2000 wurde die Kirche erneut geweiht.

## Jesuitenkolleg Ljubljana
Die Gebäude sind heute Standort des Jesuitenkollegs Ljubljana (Jesuitski Kolegij) mit Studenten-Wohnheim und Exerzitienhaus.